# Live at the Royal Albert Hall (album của Adele)
Live at the Royal Albert Hall là đĩa DVD/Blu-ray/CD của ca sĩ-người viết bài hát người Anh Adele, phát hành ngày 25 tháng 11 năm 2011 ở Úc, 28 tháng 11 tại Anh và 29 tháng 11 tại Mỹ. Album video này là bản ghi hình buổi biểu diễn trực tiếp tại nhà hát Royal Albert Hall ở Luân Đôn, Anh, là một phần trong tour lưu diễn thế giới Adele Live trong năm 2011 của cô. Tại buổi biểu diễn, Adele đã hát các ca khúc trong hai album phòng thu đạt thành công rực rỡ trước đó 19 và 21.
Tính đến tháng 11 năm 2012, Live at the Royal Albert Hall đã tiêu thụ được 1 triệu bản tại Mỹ và 3 triệu bản trên toàn thế giới. Nó cũng đạt doanh số 1 triệu bản tại Brasil vào năm 2014, được chứng nhận 6 đĩa Kim cương tại đây.
Phiên bản hát trực tiếp bài hát "Set Fire to the Rain", trích từ album này đã đoạt giải Grammy cho Trình diễn đơn ca pop xuất sắc nhất tại Giải Grammy lần thứ 55.

## Danh sách ca khúc
| STT | Nhan đề                      | Sáng tác                                                                                 | Thời lượng |
| --- | ---------------------------- | ---------------------------------------------------------------------------------------- | ---------- |
| 1.  | "Hometown Glory"             | Adele Adkins                                                                             | 4:17       |
| 2.  | "I'll Be Waiting"            | Adkins, Paul Epworth                                                                     | 3:55       |
| 3.  | "Don't You Remember"         | Adkins, Dan Wilson                                                                       | 4:04       |
| 4.  | "Turning Tables"             | Adkins, Ryan Tedder                                                                      | 4:10       |
| 5.  | "Set Fire to the Rain"       | Adkins, Fraser T Smith                                                                   | 4:16       |
| 6.  | "If It Hadn't Been for Love" | Michael Henderson, Christopher Stapleton                                                 | 3:08       |
| 7.  | "My Same"                    | Adkins                                                                                   | 2:34       |
| 8.  | "Take It All"                | Adkins, Francis White                                                                    | 3:56       |
| 9.  | "Rumour Has It"              | Adkins, Tedder                                                                           | 3:47       |
| 10. | "Right as Rain"              | Adkins, Leon Michels, Jeff Silverman, Nick Movshon, Clay Holley                          | 2:43       |
| 11. | "One and Only"               | Adkins, Wilson, Greg Wells                                                               | 5:53       |
| 12. | "Lovesong"                   | Robert Smith, Simon Gallup, Roger O'Donnell, Porl Thompson, Lol Tolhurst, Boris Williams | 5:17       |
| 13. | "Chasing Pavements"          | Adkins, White                                                                            | 3:41       |
| 14. | "I Can't Make You Love Me"   | Mike Reid, Allen Shamblin                                                                | 3:39       |
| 15. | "Make You Feel My Love"      | Bob Dylan                                                                                | 3:48       |

| Hạ màn | Hạ màn                | Hạ màn          | Hạ màn     |
| STT    | Nhan đề               | Sáng tác        | Thời lượng |
| ------ | --------------------- | --------------- | ---------- |
| 16.    | "Someone like You"    | Adkins, Wilson  | 4:54       |
| 17.    | "Rolling in the Deep" | Adkins, Epworth | 4:48       |

## Bảng xếp hạng và doanh số chứng nhận
| Bảng xếp hạng (2011)               | Vị trí cao nhất |
| ---------------------------------- | --------------- |
| Australia Top 40 Music DVD Chart   | 1               |
| Austrian Music DVD Chart           | 1               |
| Belgian Music DVD Chart (Flanders) | 1               |
| Belgian Music DVD Chart (Wallonia) | 1               |
| Czech Albums Chart                 | 29              |
| Czech Music DVD Chart              | 2               |
| Danish Music DVD Chart             | 1               |
| Dutch Albums Chart                 | 2               |
| Dutch Music DVD Chart              | 1               |
| Finnish Music DVD Chart            | 1               |
| French Music DVD Chart             | 1               |
| German Albums Chart                | 5               |
| German Music DVD Chart             | 1               |
| Greek Albums Chart                 | 20              |
| Hungarian Music DVD Chart          | 3               |
| Irish Top 10 Music DVDs            | 1               |
| Italian Albums Chart               | 16              |
| Italian Music DVD Chart            | 4               |
| Japanese Albums Chart              | 61              |
| Mexican Albums Chart               | 3               |
| Norwegian Music DVD Chart          | 1               |
| Polish Albums Chart                | 5               |
| Portuguese Albums Chart            | 1               |
| Spanish Albums Chart               | 14              |
| Swedish Music DVD Chart            | 1               |
| Swiss Music DVD Chart              | 1               |
| UK Video Charts                    | 2               |
| US Music DVD Chart                 | 1               |

| Bảng xếp hạng (2011)               | Vị trí |
| ---------------------------------- | ------ |
| Australian Music DVD Chart         | 1      |
| Belgian Music DVD Chart (Flanders) | 7      |
| Belgian Music DVD Chart (Wallonia) | 12     |
| Dutch Albums Chart                 | 9      |
| Dutch Music DVD Chart              | 3      |
| French Music DVD Chart             | 4      |
| German Albums Chart                | 43     |
| Irish Music Video Chart            | 2      |
| Mexican Albums Chart               | 25     |
| Polish Albums Chart                | 9      |
| Swedish Music DVD Chart            | 10     |
| U.S. Music DVD Chart               | 1      |
| Bảng xếp hạng (2012)               | Vị trí |
| Australian Music DVD Chart         | 3      |
| Belgian Music DVD Chart (Flanders) | 1      |
| Belgian Music DVD Chart (Wallonia) | 2      |
| Brazilian Music DVD Chart          | 1      |
| Dutch Albums Chart                 | 2      |
| Dutch Music DVD Chart              | 1      |
| German Albums Chart                | 38     |
| Italian Albums Chart               | 88     |
| Mexican Albums Chart               | 7      |
| Spanish Albums Chart               | 28     |

### Lượng tiêu thụ
| Quốc gia                                                                           | Chứng nhận   | Số đơn vị/doanh số chứng nhận |
| ---------------------------------------------------------------------------------- | ------------ | ----------------------------- |
| Bồ Đào Nha (AFP)                                                                   | Vàng         | 0^                            |
| Brasil (Pro-Música Brasil)                                                         | 2× Kim cương | 320.000*                      |
| México (AMPROFON)                                                                  | 3× Bạch kim  | 180.000^                      |
| Tây Ban Nha (PROMUSICAE)                                                           | Vàng         | 20.000^                       |
| Ý (FIMI)                                                                           | Vàng         | 30.000*                       |
| * Chứng nhận dựa theo doanh số tiêu thụ. ^ Chứng nhận dựa theo doanh số nhập hàng. |              |                               |

| Quốc gia                                                                           | Chứng nhận   | Số đơn vị/doanh số chứng nhận |
| ---------------------------------------------------------------------------------- | ------------ | ----------------------------- |
| Anh Quốc (BPI)                                                                     | 3× Bạch kim  | 150.000^                      |
| Brasil (Pro-Música Brasil)                                                         | 6× Kim cương | 750.000*                      |
| Canada (Music Canada)                                                              | Kim cương    | 100.000^                      |
| Đức (BVMI)                                                                         | 3× Bạch kim  | 150.000^                      |
| Hoa Kỳ (RIAA)                                                                      | 10× Bạch kim | 1.000.000^                    |
| Úc (ARIA)                                                                          | 7× Bạch kim  | 105.000^                      |
| Venezuela (APFV)                                                                   | Vàng         | 5.000x                        |
| * Chứng nhận dựa theo doanh số tiêu thụ. ^ Chứng nhận dựa theo doanh số nhập hàng. |              |                               |